# 痰
痰（たん、喀痰（かくたん）、英語: phlegm /ˈflɛm/ ）は粘液の一種で、動物の粘膜から分泌される粘り気のある流体である。色は透明色～黄色。定義は呼吸器系で作られた粘液に限り、鼻腔経由のものは除く。特に咳（唾）によって出される粘液である。気候、遺伝子、免疫系の状況によって成分は異なるが、基本的に糖蛋白や免疫グロブリン、脂質を含む水が主成分のゲルである。咽喉・気管部粘膜に重度の炎症がある場合は、痰に原形を保った組織片を含む場合がある。
中世の西洋医学においては痰は4つの体性ホルモンのうちの1つとみなされ、"寒気"と"湿潤"の性質を持つ冷淡さ・気だるさ（鈍さ）の象徴だった。これは単語 phlegmatic / phlegmatical（冷淡・鈍感・無気力な）に受け継がれている。
俗称は痰唾（たんつば）など。医療業界では、ゼグレートということもある。

## 原因
肺や気管支といった呼吸器から分泌された、異物をからめとって外界に捨てるための粘液が、疾患などによって異常に多く分泌されるなどして順調に排出されず、咽頭から塊となって排出された為に生じる。風邪、ハウスダスト、気管支炎、気管支喘息、タバコの吸い過ぎ、肺癌など原因は多数ある。

## 痰の出し方・処理方法
顔を下のほうに向けてティッシュペーパーを口に当てて咳をしてから痰を出すのが一般的。
風邪をひいた時等は、長距離マラソンをした後のような感じでいつもより少し早めに肺呼吸をし、何度もゼーゼー言わせると喉を痛めずに楽に出せる。
唾壺、洗面所・台所・手洗い場に向けて痰を出すことや便所（排泄・排便時など）で便器へ痰を出すなどの処理方法がある。風邪、タバコの吸いすぎで胸が苦しいときは思い切って何度でも痰を吐くだけ吐くのが望ましい。そのほうが楽になる場合がある。
なお、日本では痰唾を道路等の公共の場で地面に吐き出すことは軽犯罪法で明確に禁止されている（第1条第26号）。痰の原因となる疾患によっては痰から感染を引き起こすこともあるため、公共の場で吐き出すことは望ましくない。（#法規制等を参照）

## 法規制等
日本では、公共の場で痰唾を吐いた者は、軽犯罪法第1条第26号により拘留又は科料に処される。
軽犯罪法 第1条
左の各号の一に該当する者は、これを拘留又は科料に処する。
第26号
街路又は公園その他公衆の集合する場所で、たんつばを吐き、又は大小便をし、若しくはこれをさせた者

## その他
吐くだけはいても症状が改善されない場合や血液が混じる場合（血痰）と黒色が混じる痰の場合には、医師に相談することを勧める。部屋の湿度を高めに設定しておくと痰が出やすくなる。
痰を吐き出しすぎると喉に炎症を起こしてしまい、傷めることもあるので痰止め薬を服用したほうがよい。
痰が多すぎる場合は、ブロンコレア（気管支漏）の可能性を考慮する必要がある。